# 旧磯部家住宅
旧磯部家住宅（きゅういそべけじゅうたく）は、愛知県犬山市の登録有形文化財。

## 概要
旧岩倉街道に面して建つ町家。磯部家は、江戸時代からの呉服商「柏屋孫兵衛」を営んでいたが、第二次世界大戦後には製茶・販売業に転業した。その後転居し、倉庫として使用されてきた。2004年（平成16年）には犬山市に譲渡され、町づくりの拠点として整備されることとなった。2006年（平成18年）はじめまで国土交通省の補助事業により、保存修理工事が行われた。

## 文化財
| 画像 | 名称   | 備考 |
| ---- | ------ | --- |
|      | 主屋   | 慶応年間の建築。木造2階建、瓦葺、建築面積171平方メートル。2005年（平成17年）2月9日、国土の歴史的景観に寄与しているものとして国登録有形文化財に登録。           |
|      | 裏座敷 | 大正時代の建築。木造平屋建、瓦葺、建築面積38平方メートル。2005（平成17年）2月9日、国土の歴史的景観に寄与しているものとして国登録有形文化財に登録。             |
|      | 奥土蔵 | 1875年（明治8年）の建築。土蔵造2階建、瓦葺、建築面積47平方メートル。2005年（平成17年）2月9日、国土の歴史的景観に寄与しているものとして国登録有形文化財に登録。 |
|      | 土蔵   | 1875年（明治8年）の建築。土蔵造2階建、瓦葺、建築面積37平方メートル。2005年（平成17年）2月9日、国土の歴史的景観に寄与しているものとして国登録有形文化財に登録。 |
|      | 物置   | 1875年（明治8年）の建築。木造2階建、瓦葺、建築面積52平方メートル。2005年（平成17年）2月9日、国土の歴史的景観に寄与しているものとして国登録有形文化財に登録。   |

## 現地情報
所在地
- 愛知県犬山市大字犬山字東古券72[WEB 1]

交通アクセス
- 名鉄犬山線犬山駅より徒歩10分[2]

### WEB
1. 1 2 3 4 5  “旧磯部家住宅主屋”. 国指定文化財等データベース.   文化庁. 2024年9月28日閲覧。
2. 1 2 3  “旧磯部家住宅裏座敷”. 国指定文化財等データベース.   文化庁. 2024年9月28日閲覧。
3. 1 2 3  “旧磯部家住宅奥土蔵”. 国指定文化財等データベース.   文化庁. 2024年9月28日閲覧。
4. 1 2 3  “旧磯部家住宅土蔵”. 国指定文化財等データベース.   文化庁. 2024年9月28日閲覧。
5. 1 2 3  “旧磯部家住宅物置”. 国指定文化財等データベース.   文化庁. 2024年9月28日閲覧。

### 書籍
1. 1 2 3 4 5  原眞佐実 2010, p. 92.
2. ↑  原眞佐実 2010, p. 93.